# Storia della filosofia greca. I presocratici
Storia della filosofia greca - I presocratici è un libro dello scrittore italiano Luciano De Crescenzo pubblicato nel 1983. L'autore, nell'avviso, avvisa i lettori della presenza di alcuni "filosofi suoi" come ricreazione per il lettore e che ha provveduto ad usare un diverso carattere tipografico e ad incorniciarli. Il libro ha vinto l'edizione 1984 del Premio Bancarella.
È possibile trovare questo libro in cofanetto con il libro Storia della filosofia greca. Da Socrate in poi.

## Edizioni
- Luciano De Crescenzo, Storia della filosofia greca - I presocratici, Arnoldo Mondadori Editore, 1983,  p. 240, ISBN 88-04-31390-0.